# トヨタ・スタジアム (テキサス州)
トヨタ・スタジアム（英語：Toyota Stadium）はアメリカ合衆国テキサス州フリスコ市にあるサッカー専用競技場。
2005年に世界最大のピザチェーンピザハットが命名権を取得し、ピザハット・パークとして呼ばれていた。
2005年8月6日のメトロスターズ戦でこけら落とし。同年のMLSカップではロサンゼルス・ギャラクシーが延長の末優勝した場所であった。2006年もヒューストン・ダイナモがPK戦の末制した。
また春には、国際クラブサッカー大会であるダラスカップの決勝が開催される。2012年1月7日のNCAAディビジョンIフットボール選手権時にはピザハットの命名権契約が切れたためFCダラス・スタジアムとなっていた。
2013年9月にトヨタ自動車のアメリカ法人が命名権を取得しトヨタ・スタジアムと改称。